# 暹越战争 (1831年—1834年)
暹越战争（1831年—1834年），指的是暹罗开始尝试征服柬埔寨以及越南南部地区，最终被越南击退。

## 柬埔寨的入侵
1812年，在安赞二世重夺柬埔寨皇位后，暹罗军队移到了柬埔寨北部，然后向南方移动以支持他们所希望的的皇位继承人。 柬埔寨人在Kompong之战中被击败，安赞和Chang在1832年逃离到了越南。

## 越南南部战争
受到胜利的鼓舞，暹罗继续向东进军，并且在面对越南军队之前占领了越南南部的朱篤市和永隆市。
与此同时，柬埔寨和老挝东部（在暹罗和越南控制范围内）爆发了一场起义。1833年，越南人率领了一支15000人的军队与暹罗军队开战。其目的是帮助安赞恢复柬埔寨首都乌栋和金边北部地区。暹罗被迫撤军，越南获得了柬埔寨的控制权。